# Арбатова, Мия
Мия Арбатова (урождённая Гиршвальд; 4 марта 1911, Дрибин, Чаусский уезд — 24 марта 1990, Тель-Авив, Израиль) — израильская балерина, одна из основателей израильского балета, её именем назван международный конкурс солистов балета и стипендия для молодых артистов балета в Израиле. Почетный гражданин Тель-Авива.

## Биография
Родилась в местечке Дрибин (в настоящий время — центр Дрибинского района), в семье фармацевта Вульфа Мейеровича Гиршвальда (из Гольдингена) и Циры Зусмановны Шмульян (из Куршан). Её отец известен тем, что помимо аптеки, владел библиотекой в Дрибине. Родители поженились в Риге в 1905 году.
После октября 1917 года семья переехала в Смоленск, а в 1925 года — в Латвию. В одиннадцать лет Мия впервые увидела балет и сразу же была очарована магией танца. Её родители были в ужасе от мысли, что она будет танцевать, потому что для еврейской девушки это считалось позором. В результате конфликта между ней и её родителями она заболела. Позже, когда родители осознали насколько она талантлива как танцовщица, они извинились перед ней.
В Риге она поступила в школу классического балета, где училась у известных педагогов Петербургского хореографического училища В. Федоровой и А. Фокиной. Через год её приняли в труппу Латвийского государственного театра оперы и балета, а через два года она стала солисткой Театра оперы и балета в Одессе. В этот период она приняла сценическое имя «Арбатова», в честь своего любимого танцора Ильи Арбатова.
В 1933 году вышла замуж за своего партнёра по танцам Валентина Зигловского и в 1934 году приехала в Палестину, где выступала два года. Затем они гастролировали с сольными концертами по европейским столицам и США. Однако по окончании гастролей пара развелась и в 1938 году Арбатова вернулась в Палестину.

## В Израиле
Она поселилась в Тель-Авиве, куда к этому времени прибыли её родственники. В этот период в Палестине не было театра балета, и традиций классического балета и поэтому ей пришлось выступать в клубах и кабаре. Классический балет в это время считался буржуазным предрассудком галута.
Миа Арбатова в одном из интервью говорила, что в то время в стране не имели представления о классическом балете и относились к идее создания классической труппы с враждебностью.
В 1938 г. она вышла замуж за актёра и певца Иосефа Голанда. Вместе они создали сатирический театр-кабаре «Аф-ал-пи» («Вопреки»), музыкальные театры «Ли-ла-ло» и «До-ре-ми», в них Мия была танцовщицей и хореографом. В 1940 г. М. Арбатова служила примой-балериной и хореографом в тель-авивской «Опера Амамит» («Народная опера»).

## Педагогическая деятельность
В 1943 году Арбатова открыла свою балетную студию в Тель-Авиве. Её студия служила секретным «укрытием» оружия для тех, кто боролся за независимость Израиля. Во время Войны за независимость Арбатова сформировала из своих учеников балетную труппу, которая выступала перед солдатами Армии обороны Израиля.
В своей балетной студии она вырастила три поколения израильских артистов балета, среди которых было много солистов, выступавших с ведущими балетными труппами мира (М. Лазра, Рина Шейнфелд, Нира Паз, Ноа Эшкол, И. Бердичевский, М. Эфрати, И. Кармон, Ш. Леви и другие).
Обучение в студии Арбатовой основывалось на традициях русского классического балета. Многие из её учеников получали бесплатное обучение, а некоторые даже жили в её доме. Она никогда не получала финансовой поддержки или пожертвований от государственных органов. В 1960-е годы публиковала также в периодической печати статьи по искусству балета.
Умерла 22 марта 1990 года.

## Семья
- первый муж — артист балета Валентин Зигловский
- второй муж — актёр и певец Иосеф Голанд (1906—1973)
- дочь Офра (1953 г.р.)

## Признание
- Как профессионал в области балета Мия Арбатова приглашалась судить на многие международные конкурсы артистов балета.
- В 1985 году М. Арбатова была удостоена звания почетного гражданина Тель-Авива за вклад в развитие балетного искусства в Израиле.

## Интересный факт
В 1938 году в Израиле не было балетных туфель (пуантов), поэтому М. Арбатова научила их шить тель-авивского сапожника.

## Память
- В Тель-Авиве на доме, где она жила с семьёй установлена мемориальная доска.
- В 1990 году ученики М. Арбатовой учредили стипендию для молодых артистов балета в Израиле и международный конкурс её имени[6].
- Собранный М. Арбатовой архив и книги по искусству балета переданы Израильскому балетному архиву в городской библиотеке Тель-Авива («Бет-Ариэла»).